# Beverly Randolph
Beverly Dawn Randolph, más conocida como Beverly Randolph (10 de agosto de 1964), es una actriz Nacionalidad estadounidense.

## Biografía
Tiene una hermana gemela, llamada Kimberly Randolph, y su madre es Virginia L. Randolph. En 1965 apareció en las películas Shenandoah y A Very Special Favor.
En 1983 actuó en un episodio de la serie de televisión Quincy M.E.. En 1985 protagonizó The Return of the Living Dead junto con Thom Matthews, Clu Gulager, James Karen y Don Calfa. Desde entonces no ha vuelto a actuar en ninguna película. En 2007 apareció en un especial de la película The Return of the Living Dead, dicho especial fue llamado Return of the Living Dead: The Dead Have Risen.

## Vida personal
En 1988 se casó con Clayton Hartley, con quien tiene un hijo.

## Filmografía

### Películas
- The Return of the Living Dead (1985) .... Tina
- A Very Special Favor (1965) .... Bebé Chadwick
- Shenandoah (1965) .... Bebé Martha Anderson

### Series de televisión
- Quincy M.E. .... Dana (1 episodio: "Cry for help", 1983)

### Especiales
- Return of the Living Dead: The Dead Have Risen (2007)

## Controversias
En los últimos años, Beverly Randolph se ha ganado el odio de varios fanáticos del cine de horror por sus posturas racistas hacia asiáticos y latinoamericanos, así mismo ha sido repudiada por su apoyo a Donald Trump y sus ideas racistas.
A inicios del año 2021, Beverly criticó en posts de Facebook a Joe Biden después de que dejó pasar a Estados Unidos en calidad de refugiados a un gran número de inmigrantes de diferentes países de Latinoamérica que se encontraban en las ciudades fronterizas de México. Beverly también agregó que esa ayuda debería de habérseles dado a los indigentes estadounidenses en lugar de a los inmigrantes, meses más tarde, el 29 de agosto de 2021, la actriz se contradijo haciendo publicaciones en Facebook acerca de los indigentes de Los Ángeles, escribiendo: "Justo hay uno (indigente) en mi jardín, bebiendo agua de mi alberca, ewk." Tal comentario fue tomado por sus seguidores como clasista.